# Insta360
Arashi Vision Inc. (chino: 影石创新科技股份有限公司), el qual opera com a Insta360, és un fabricant de càmeres d'acció, càmeres 360 graus i software d'edició per dispositius movils amb seu a Shenzen, Guangdong i amb oficines a Los Angeles, Tòquio i Berlín.

## Història
El CEO d'Insta360, JK Liu (刘靖康), va conèixer als seus cofundadors mentre estudiava informàtica a la universitat de Nanquín. Liu va reconèixer el potencial d'una càmera 360 graus quan va assistir a un concert i va voluer desenvolupar un producte per gravar i compartir aquests esdeveniments.
El primer producte de Liu va ser una aplicació per telèfon intel·ligent, la qual tenia la funció de transmetre en viu, però ràpidament va ampliar la cartera de productes de l'empresa al desenvolupar un accessori per convertir un telèfon intel·ligent en una càmera de 360 graus.
Després de graduar-se, Liu i el seu equip es va mudar a Shenzen i van fundar Insta360 el 2015, per començar a desenvolupar i fabricar càmeres de 360 graus, ja que van descobrir que l'estándard actual al mercat no satisfeia les seves necessitats. Més tard, Insta360 va veure que els beneficis del vídeo 360 graus anaven molt més enllà i va començar a ser pionera en un nou tipus de càmera d'acció, una 360 graus que utilitza aquest format com eina per a crear contingut tradicional en un marc pla. Això va passar amb el primer model de la sèrie ONE, la Insta360 ONE.
Des de llavors, Insta 360 ha obert oficines Los Angeles, Tòquio i Berlín i alberga a 500 empleats de tot el món.
El 2017, Insta360 va fer una col·loboració amb Google per fer que tot el món pugui contribuir fàcilment a Google street view. La Insta360 Pro és la primera càmera certificada per usar-se muntada en un vehicle, permetent als usuaris crear els seus propis "cotxes de google maps".
El 2018, la NASA va usar una Insta360 Pro i Pro2 per transmetre en viu l'aterratge de l'InSight Mars Lander dirigit des del control de la missió, guanyant un Emmy pel projecte. El 2021, la NASA va tornar a usar la Pro2 per transmetre en viu quan el Rover Perseverance va aterrar.
El 2019, l'empresa aconsegueix un col·laboració amb la plataforma de tours virtuals Matterport, permetent crear tours virtuals 3D.
El 2020, l'empresa es va associar amb Leica per produir la Insta360 ONE R amb un sensor d'1 polzada. Des de llavors ha estat reconeguda com un dels millors invents segons la revista TIME de 2020.
Una fita recent de l'empresa va ser que Apple va començar a vendre les seves càmeres a les botigues de més de 100 països.
Verizon el 2020 va usar una Insta360 Pro2, el software Insta360 8K Live i la seva red 5G per retransmetre un partit 8K immersiu de la Pro Bowl.
El mateix any, Fast Company premia a Insta360 com una de les empresas més innovadores del món.
El 2023 l'empresa va ser guardonada amb el premi de Brand Engagement per la seva campanya viral "Sense dron? Cap problema! (#NoDroneNoProblem) amb la càmera d'acció 360 graus que es combina amb un pal selfie invisible per brindar imatges similars a les d'un dron.

## Productes
La línia de càmeres d'acció d'Insta360 inclou ONE, ONE X, ONE R, ONE RS, ONE X2, X3, GO, GO 2 i GO 3. Les càmeres d'acció de la marca utilitzen la tecnologia 360 per crear com a resultat un vídeo pla a partir del 360, permetent a l'editor triar l'angle en la postproducció. També totes les càmeres comparteixen la tecnologia d'estabilització d'imatge propietat d'Insta360 "FlowState Stabilization".
Encara que l'empresa és principalment coneguda per les seves càmeres d'acció i de 360 graus, també fabriquen diversos tipus més de càmeres.

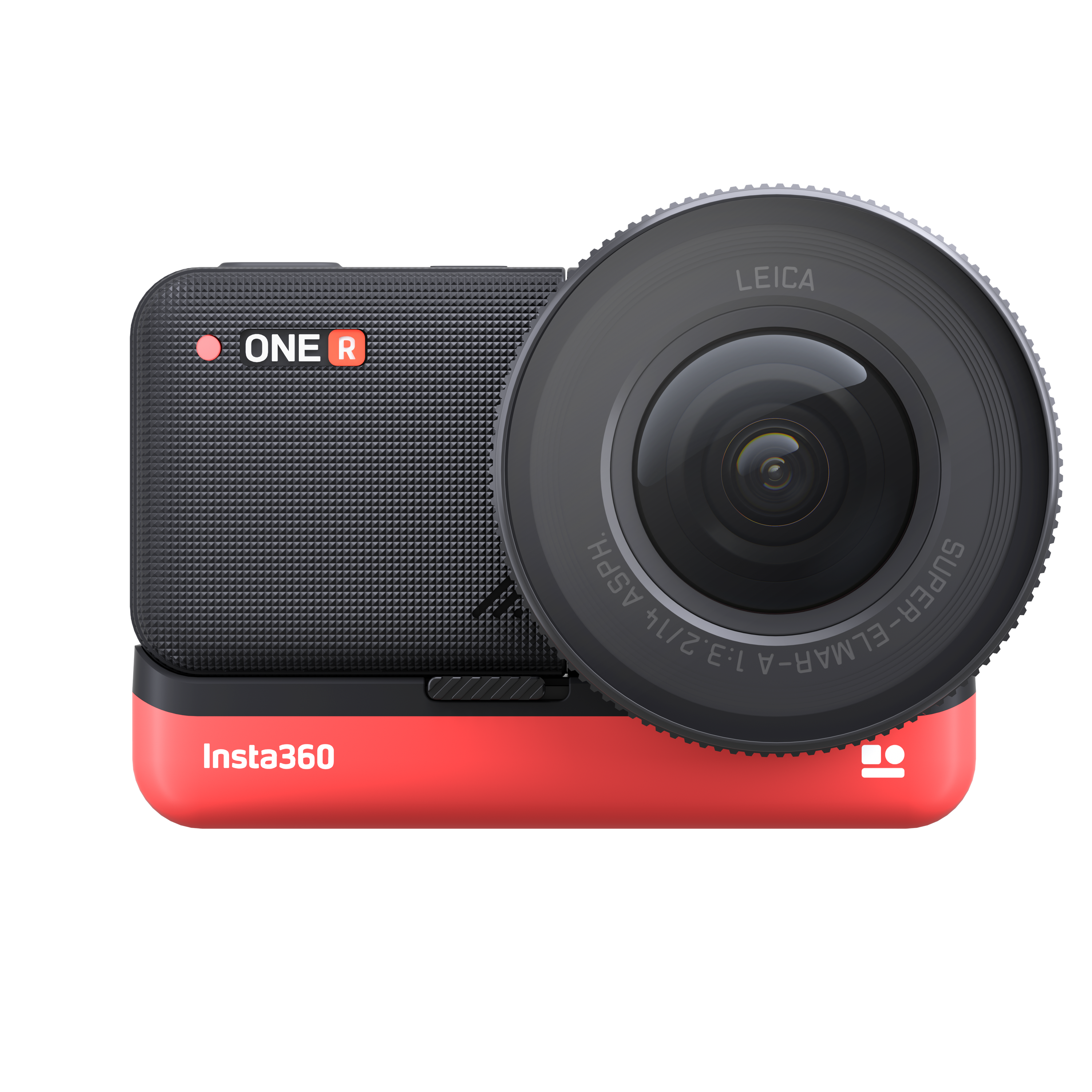
Insta360 ONE R

- Càmeres VR 360 creades per a professionals. Aquesta línia inclou la Pro, la Pro 2 i la Titan. Totes elles graven contingut d'alta resolució dissenyat per al seu consum en realitat virtual o com a vídeo tradicional de 360.[14][15][16]

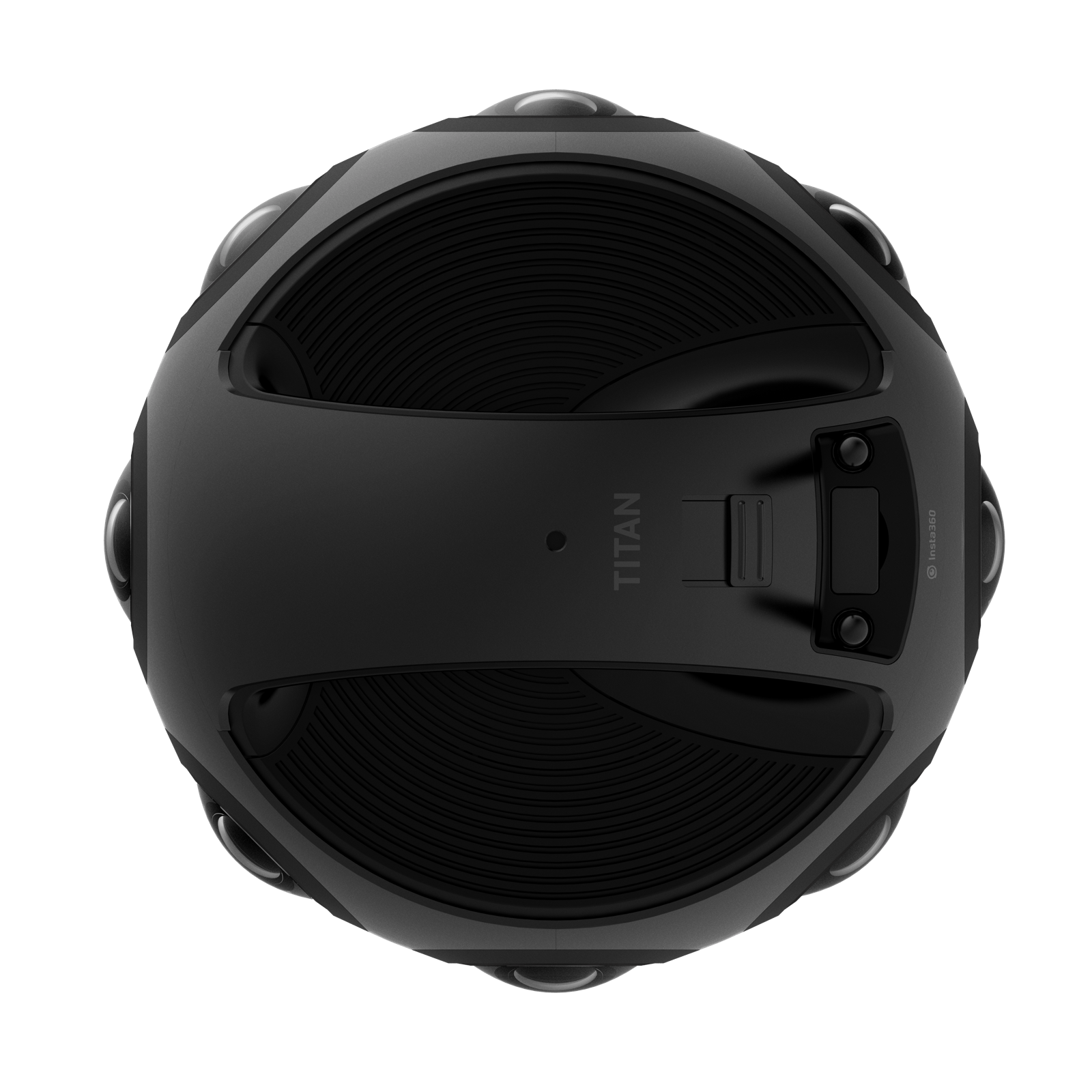
Insta360 Titan

- L'Insta360 Link, llançada l'agost de 2022, és una càmera web 4K amb intel·ligència artificial dissenyada per a professionals de negocis, educadors i reproductors en directe. Compta amb un gimbal de 3 eixos i algorismes d'IA integrats per a fer un seguiment de l'usuari. La Link es connecta a un ordinador mitjançant un cable USB i es pot muntar amb un clip integrat o amb un punt de muntatge d'1/4 de polzada.[17]

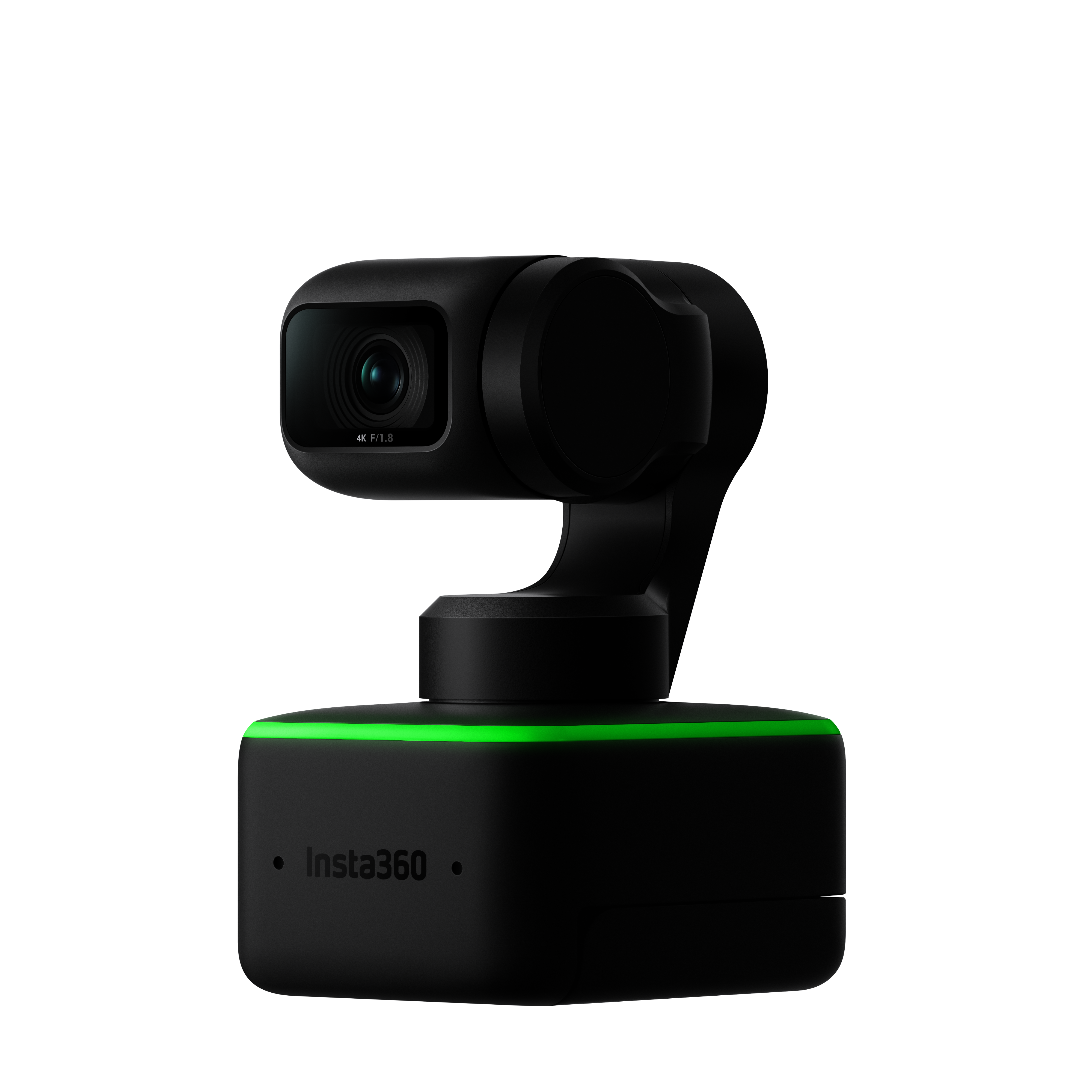
Insta360 Link

- L'Insta360 Flow, llançat el març de 2023, és un estabilitzador de telèfons intel·ligents amb seguiment d'IA. El seguiment automàtic permet que el telèfon segueixi el subjecte desitjat amb precisió, mentre que l'estabilitzador de 3 eixos ofereix vídeos suaus.[18]
- L'insta360 Sphere, llançat el maig de 2022, és una càmera per a dron compatible amb el Mavic Air 2/2S, la qual es connecta al dron amb un mecanisme de bloqueig, oferint millores en la captura en comparació amb les càmeres integrades a l'aeronau. Amb la càmera connectada, el dron es pot fer invisible en les imatges de 360 graus.[19]

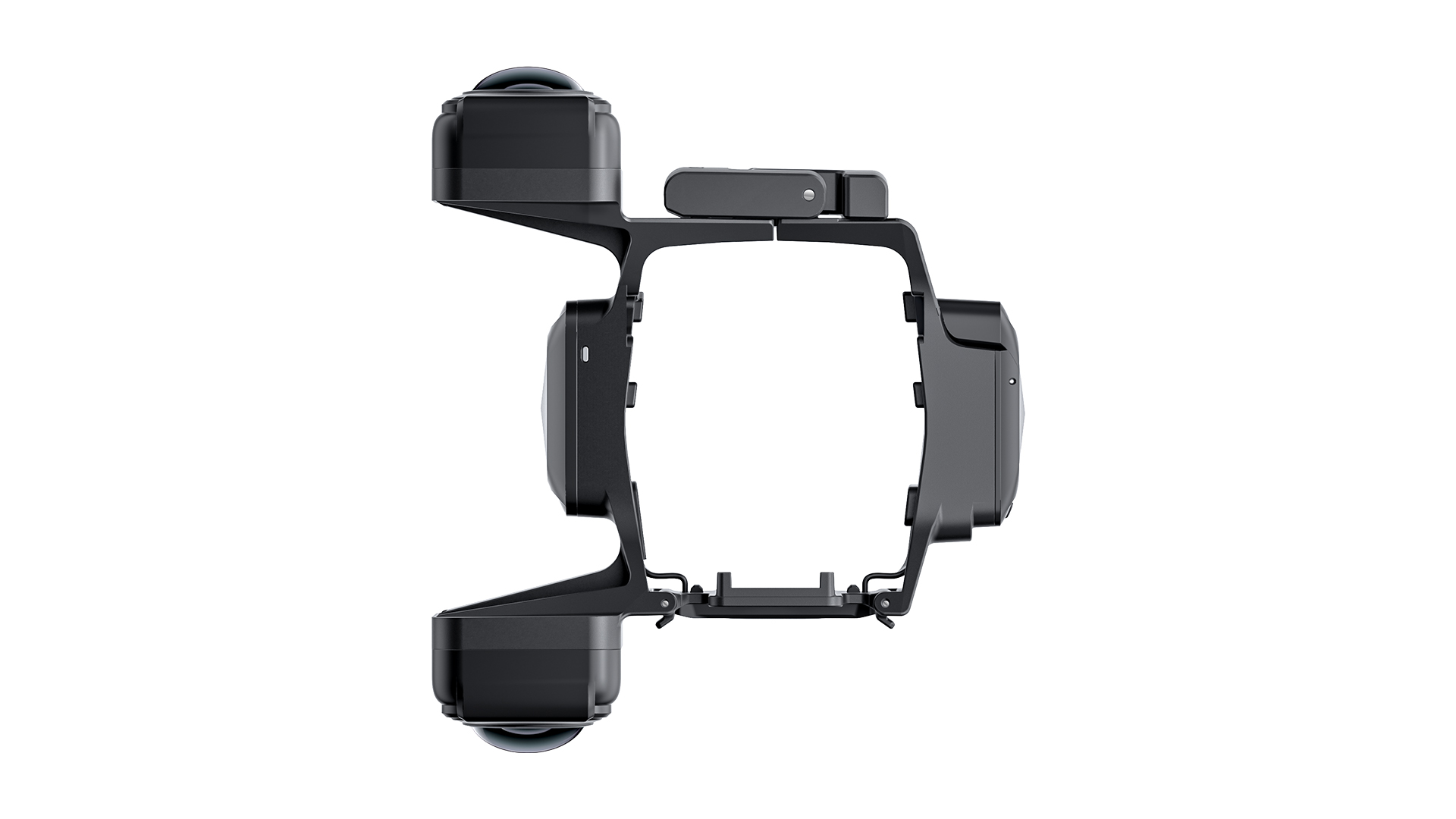
Insta360 Sphere